# Akira Hamashita
Akira Hamashita (浜下 瑛 Hamashita Akira?), född 5 juli 1995 i Hiroshima prefektur, är en japansk fotbollsspelare.
Hamashita började sin karriär 2018 i Tochigi SC. Han spelade 63 ligamatcher för klubben. 2020 flyttade han till Tokushima Vortis.